# Popovice (okres Benešov)
Popovice (Duits: Poppowitz of Poppowitz in Böhmen) is een Tsjechische gemeente in de regio Midden-Bohemen en maakt deel uit van het district Benešov. Het dorp ligt op 11 kilometer afstand van de stad Benešov.
Popovice telt 299 inwoners (2025).

## Geografie
De gemeente bestaat uit de volgende plaatsen:
- Popovice;
- Kamenná Lhota;
- Kondratice;
- Mladovice;
- Pazderná Lhota;
- Věžníčky.

Popovice ligt aan het Popovickýmeer, waarin de Chotýšanka uitmondt.

## Geschiedenis
De eerste schriftelijke vermelding van het dorp dateert van 1295, toen ene Havel z Popovice als getuige werd genoemd in een testament, en dateert uit het jaar 1295.
Sinds 1960 maakt Popovice volledig deel uit van het district Benešov.

## Verkeer en vervoer

### Autowegen
Popovice is te bereiken via diverse regionale wegen. 

### Spoorlijnen
Er is geen station in Popovice. Het dichtstbijzijnde station is in Olbramovice, op zo'n 13,5 kilometer afstand. Dat station ligt aan spoorlijn 220 van Praag naar Tábor en České Budějovice. Ook begint hier spoorlijn 223 naar Sedlčany.
Spoorlijn 220 is dubbelsporig en maakt deel uit van het Europese spoorsysteem. Tussen 2010 en 2013 werd de lijn grondig gemoderniseerd, waarbij sommige gedeelten verplaatst werden, om zo een minder bochtig tracé te creëren.

### Buslijnen
Er zijn vijf bushaltes in de gemeente:
| Halte                         | Lijn(en) | Traject(en)                       | Vervoerder(s)             |
| ----------------------------- | -------- | --------------------------------- | ------------------------- |
| Popovice, Popovice            | 758      | Benešov - Vlašim                  | CŠAD Benešov              |
| Popovice, Kondratice, Rozchod | 553 758  | Benešov - Jankov Benešov - Vlašim | CŠAD Benešov CŠAD Benešov |
| Popovice, Mladovice           | 758      | Benešov - Vlašim                  | CŠAD Benešov              |
| Popovice, Mladovice, Lom      | 758      | Benešov - Vlašim                  | CŠAD Benešov              |
| Popovice, Mladovice, Rozchod  | 758      | Benešov - Vlašim                  | CŠAD Benešov              |

### Fietsroutes
De volgende fietsroute loopt door de gemeente:
- 0068: Čerčany - Jankov;
- 0069: Benešov - Postupice - Vlašim - Pravonín;
- 0072: Postupice - Chotýšany - Divišov - Český Šternberk;
- 0094: Neveklov - Bystřice - Pozov - Postupice.

## Bezienswaardigheden

### Sint-Jakobus de Meerderekerk
De Sint-Jakobus de Meerderekerk staat op het dorpsplein. De eerste schriftelijke vermelding daarvan dateert van 1358, toen ridder Otík z Popovice genoemd werd als heer van het patronaatsrecht van de parochiekerk van Popovice. Boven de ingang van de kerk bevindt zich het wapen van de ridderorde van de kruisvaarders met de rode ster. In de jaren 1729 tot 1795, toen de kruisvaardersorde Popovice in bezat had, liet zij een grootschalige restauratie van de kerk uitvoeren. In 1761 liet de 35e grootmeester van de orde, P. Antonín Jakub Suchánek, het uiterlijk en interieur van de parochiekerk aanpassen. Uit die tijd stamt ook het terracotta wapen van de ridderorde van de kruisvaarders met de rode ster boven de ingang van de kerk.

#### Overige bezienswaardigheden
- Historisch huis op nummer 2;
- Vesting Popovice.

## Galerij

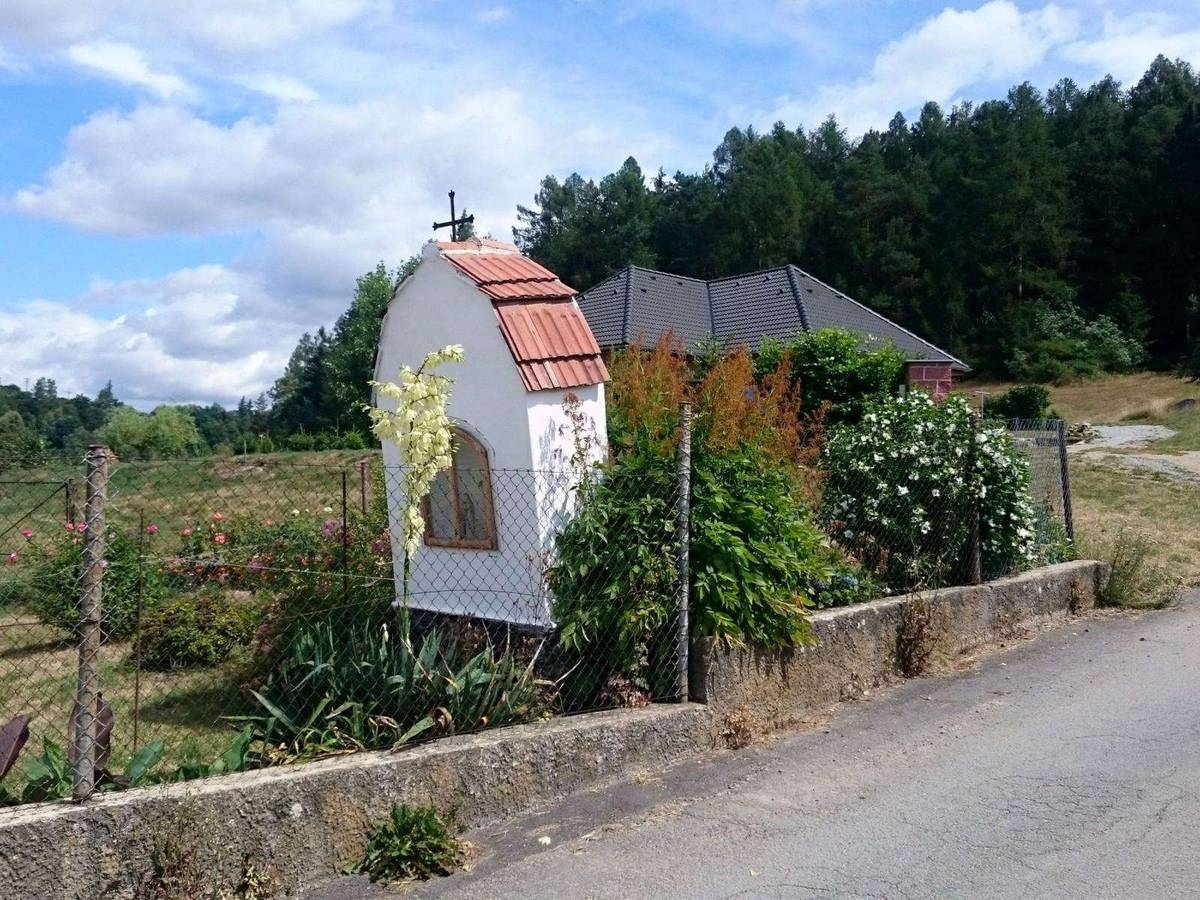
Dorpskapel (2021)
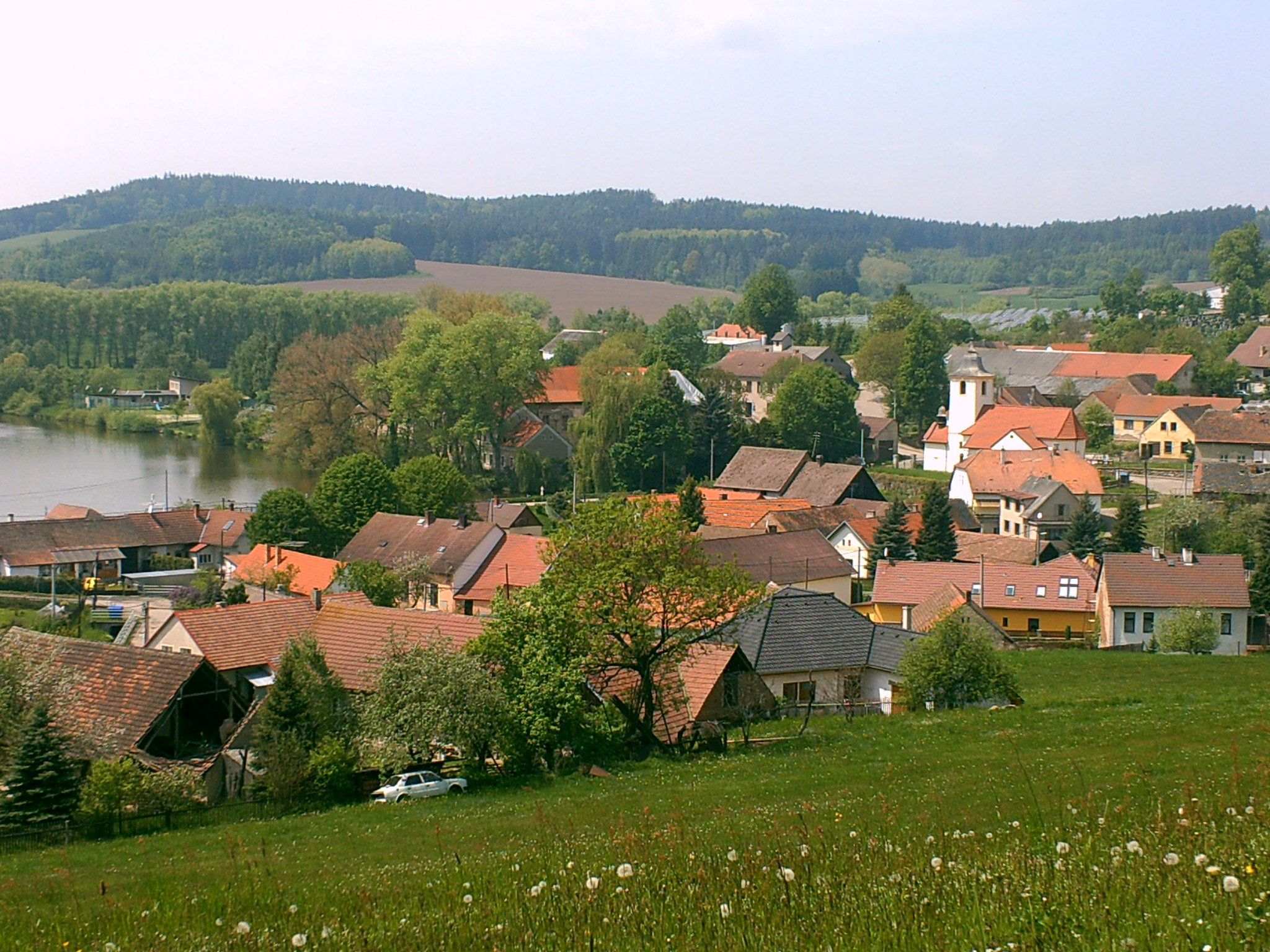
Uitzicht over het dorp (2010)
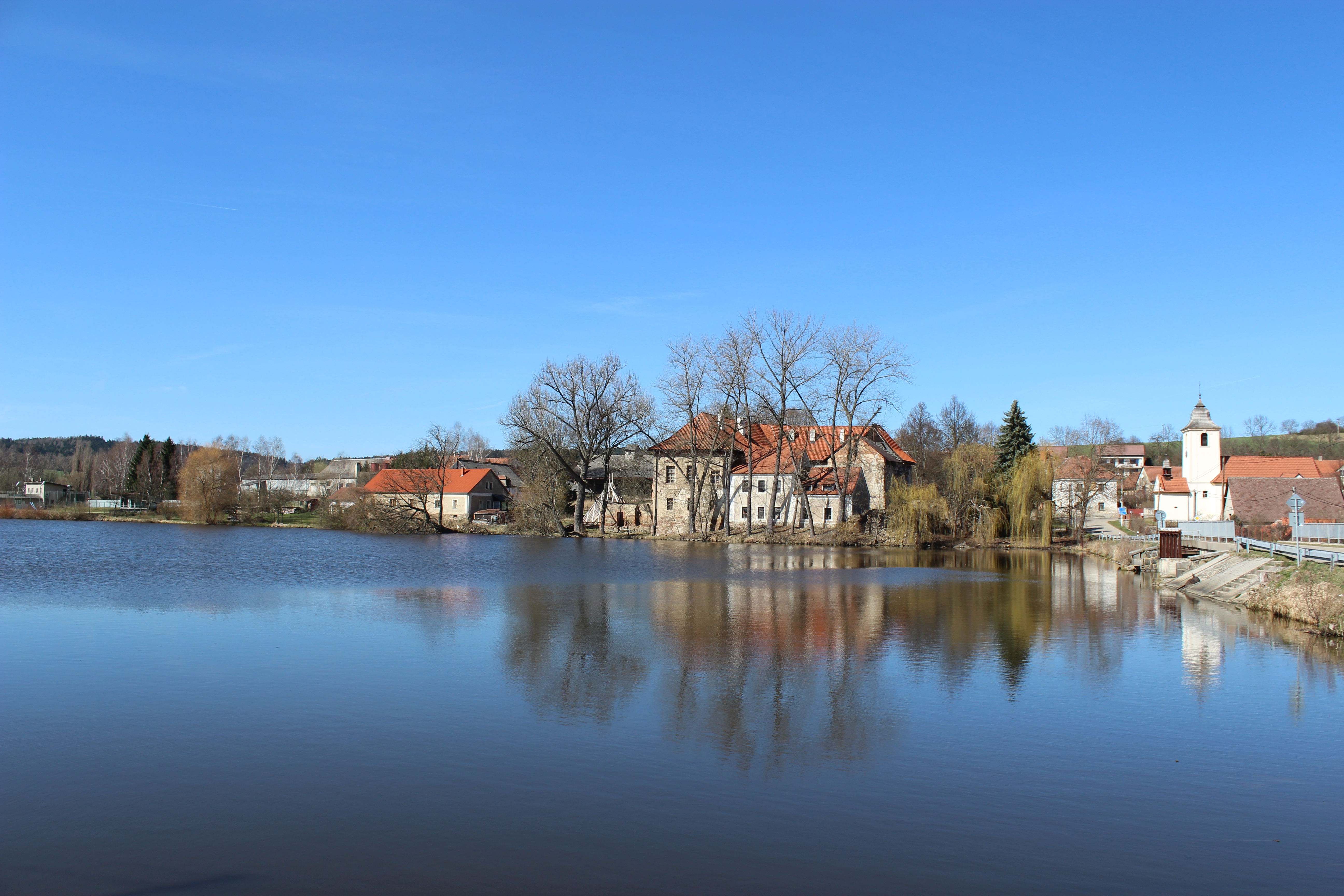
Popovickýmeer (2014)
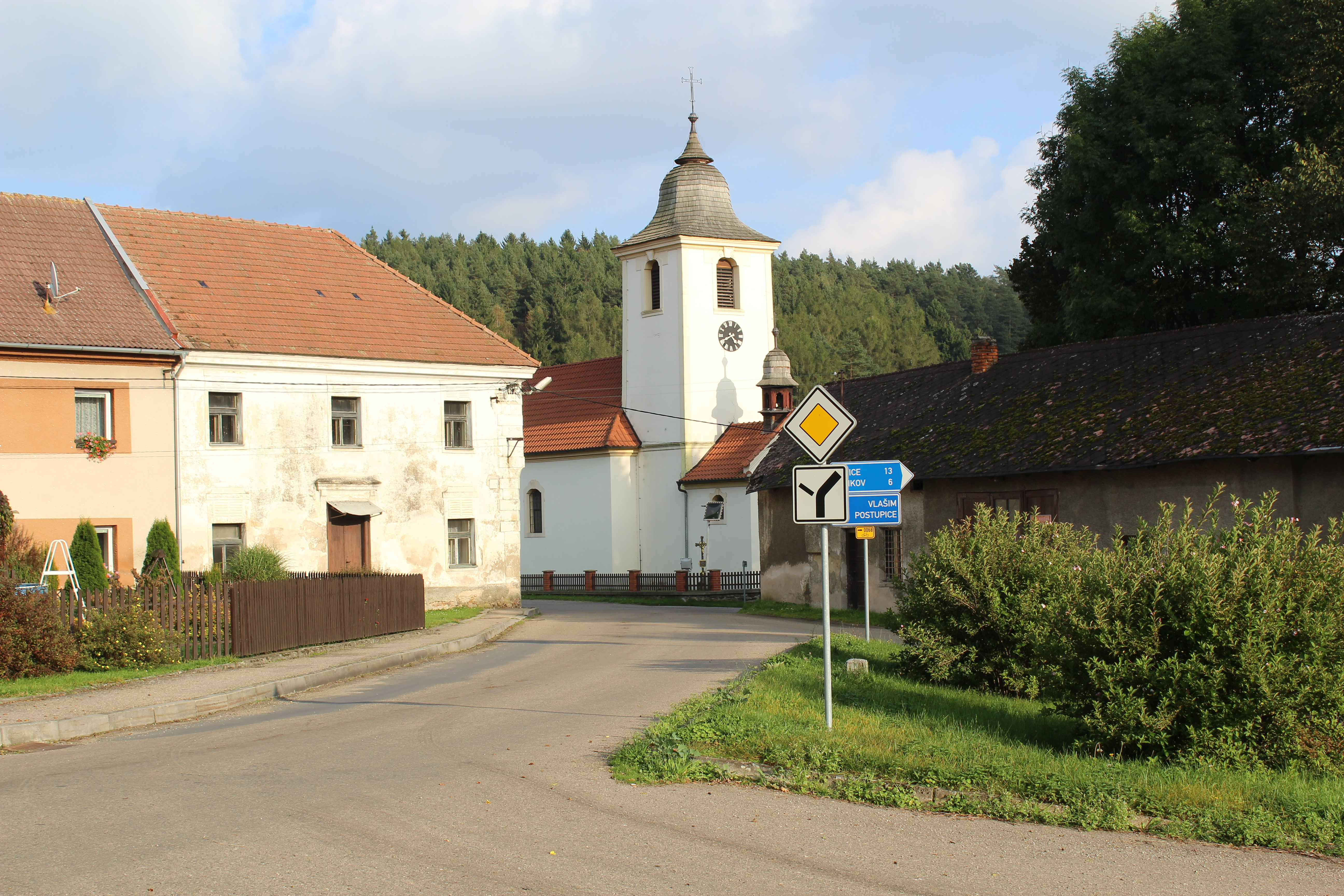
Straat bij de kerk (2014)
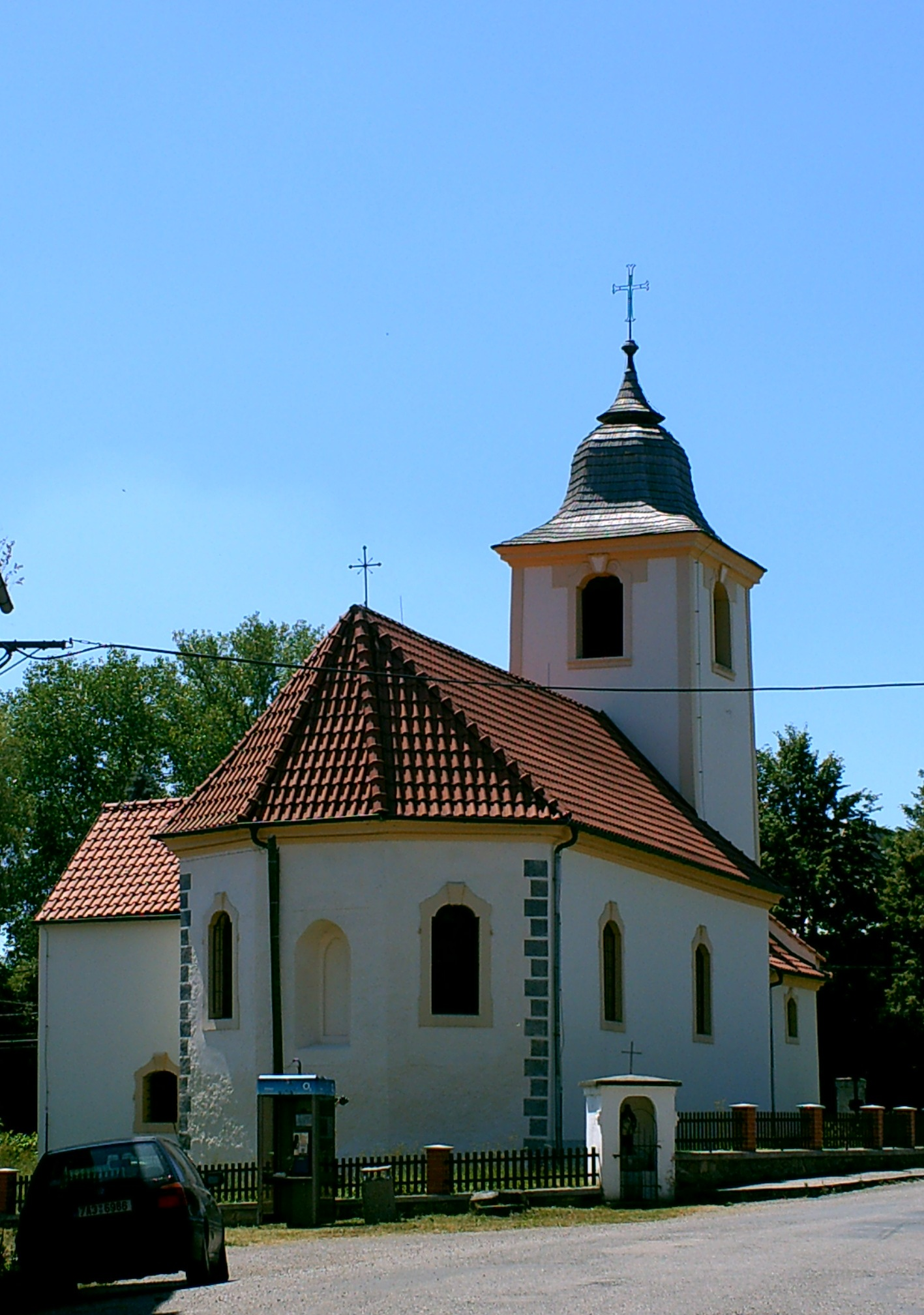
Sint-Jakobus de Meerderekerk (2010)